# Storbritanniens herrlandslag i vattenpolo
Storbritanniens herrlandslag i vattenpolo (engelska: Great Britain men's national water polo team) representerar Storbritannien i vattenpolo på herrsidan. Laget var framgångsrikt under tidigt 1900-tal.

## Resultat

### Olympiska spel
- 1900 –  Guldmedalj
- 1904 – Deltog ej
- 1908 –  Guldmedalj
- 1912 –  Guldmedalj
- 1920 –  Guldmedalj
- 1924 – Första omgången
- 1928 – Fyra
- 1932 – Deltog ej
- 1936 – Åtta
- 1948 – Första omgången
- 1952 – Andra omgången
- 1956 – Sjua
- 1960 – Deltog ej
- 1964 – Deltog ej
- 1968 – Deltog ej
- 1972 – Deltog ej
- 1976 – Deltog ej
- 1980 – Deltog ej
- 1984 – Deltog ej
- 1988 – Deltog ej
- 1992 – Deltog ej
- 1996 – Deltog ej
- 2000 – Deltog ej
- 2004 – Deltog ej
- 2008 – Deltog ej
- 2012 – Tolva

### Världsmästerskap
- 1973 – 15:e plats
- 1975 – Deltog ej
- 1978 – Deltog ej
- 1982 – Deltog ej
- 1986 – Deltog ej
- 1991 – Deltog ej
- 1994 – Deltog ej
- 1998 – Deltog ej
- 2001 – Deltog ej
- 2003 – Deltog ej
- 2005 – Deltog ej
- 2007 – Deltog ej